# The Foudation Center
Центр фундацій (The Foundation Center) — недержавна організація в США. Має місію збору, організації, аналізу та розповсюдження інформації про фундації, корпоративне надання грантів. Розробляє питання створення грантів та розробки пропозицій.